# Westhagen
Westhagen ist ein Stadtteil von Wolfsburg in Niedersachsen, der Anfang der 1970er Jahre entstand. 

## Allgemeines
Der Stadtteil befindet sich südwestlich der Innenstadt, direkt an der A 39. Aufgrund seiner Entstehung innerhalb weniger Jahre und der damit einhergehenden funktionellen Architektur und Infrastruktur wird Westhagen oft zu den Trabantenstädten gezählt. Die Gestaltung von Wald- und Erholungsgebieten, die Begrünung der Wohnanlagen sowie umfassende Sanierungsmaßnahmen prägen das heutige Erscheinungsbild dieses Stadtteils. Die Straßen wurden nach Städten in der damaligen DDR benannt.

## Geschichte
Das Gebiet des heutigen Stadtteils Westhagen war vor 1950 nicht bebaut. 1954 wurde an der Braunschweiger Straße der „Rasthof Wolfsburg“ errichtet, das heutige Hotel Simonshof.
1963 beschloss der Rat der Stadt Wolfsburg, auf Grund der hohen Wohnungsnachfrage westlich von Detmerode einen neuen Stadtteil zu errichten. 1964 begann die Planung für den Stadtteil Westhagen, und noch im selben Jahr wurde ein Teilgebiet des heutigen Stadtteils, das bis zu diesem Zeitpunkt noch zu Fallersleben oder Mörse gehörte, nach Wolfsburg eingemeindet. Dieses Gebiet war zu diesem Zeitpunkt noch unbewohnt. 1966 beschloss der Rat der Stadt Wolfsburg, die Erschließung des künftigen Stadtteils zu beginnen und einen Bebauungsplan für das erste Quartier aufzustellen. Zunächst sollte der neue Stadtteil nach der alten Flurbezeichnung Siedhagen benannt werden. Daraus entstand im Planungsamt durch veränderte Schreibweise Südhagen. Und weil der neue Stadtteil eher westlich als südlich im Stadtgebiet Wolfsburgs lag, wurde Westhagen daraus.
1967 begann im Schulzentrum Westhagen, inzwischen Heinrich-Nordhoff-Gesamtschule, der Unterricht.

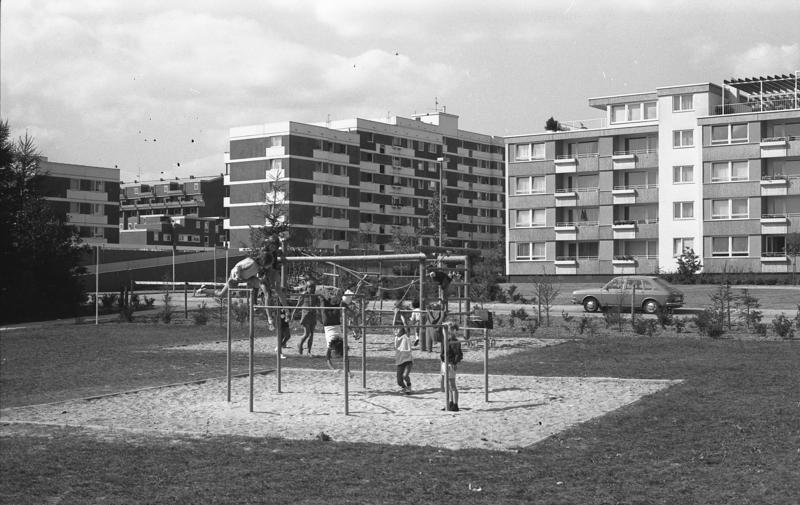
Hochhäuser in Westhagen 1973

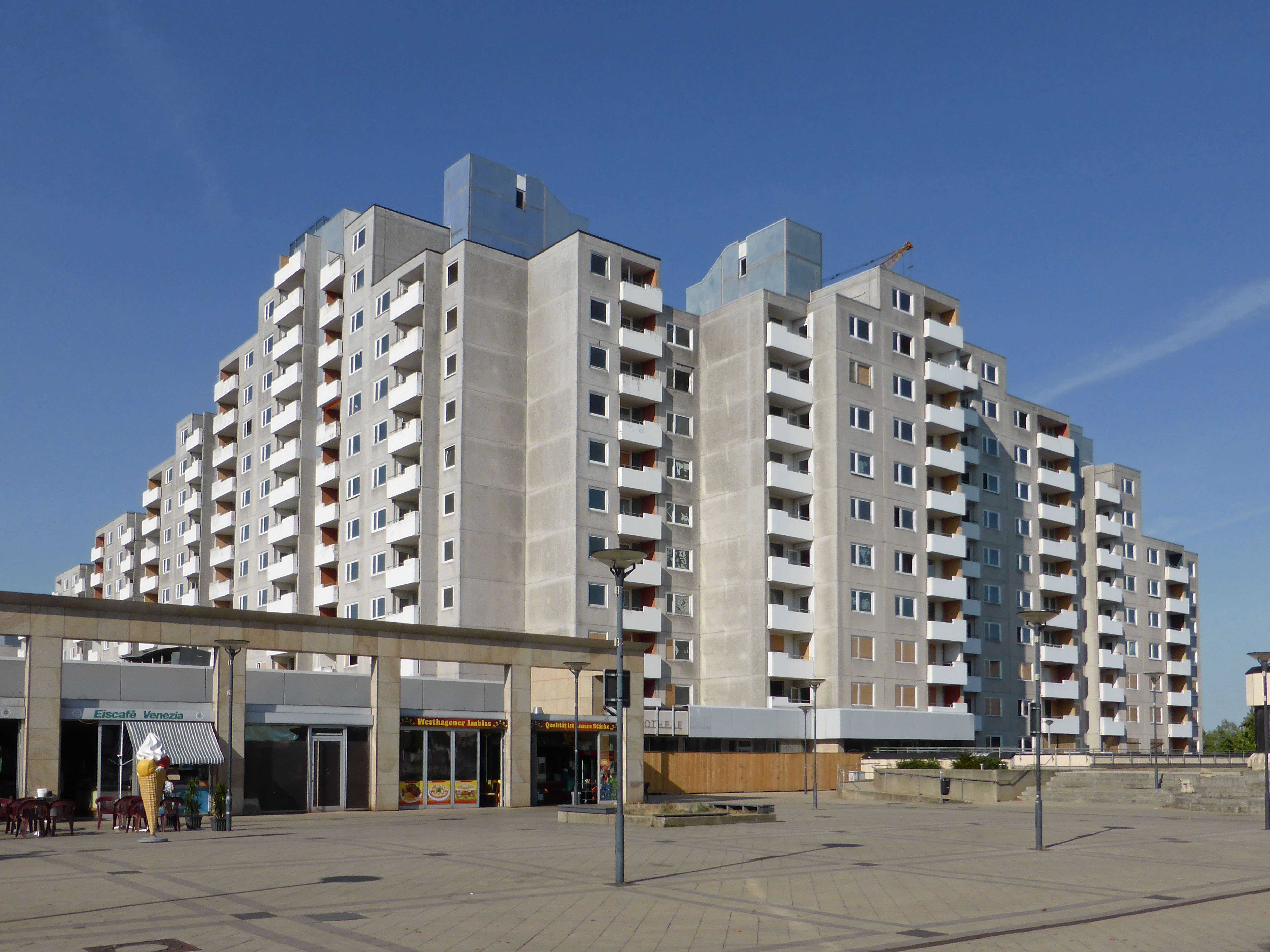
Wohnkomplex an der Dessauer Straße, 2018–2020 abgerissen, im Vordergrund ein Teil des Einkaufszentrums

1969 begann der Wohnungsbau, 1970/71 wurden am Stralsunder Ring und an der Eisenacher Straße die ersten Wohnhäuser fertiggestellt und bezogen. 1971 wurde ebenfalls an der Eisenacher Straße ein Nachbarschaftshaus als erste Veranstaltungsstätte des neuen Stadtteils eröffnet. Ab März 1972 eröffneten verschiedene Geschäfte im ersten Einkaufszentrum. 1972 war das erste Quartier, südlich des Dresdener Ringes, fertiggestellt. Von 1972 bis 1980 entstanden innerhalb des Dresdener Ringes das zweite und dritte Quartier. 1974 wurde dort das Freizeit- und Bildungszentrum eröffnet, 1976 das Einkaufszentrum. 1976 wurden auch der Freizeitpark und der Bauspielplatz eröffnet sowie der Kleingartenverein gegründet. Von 1980 bis etwa 1990 wurde die Wohnbebauung Westhagens mit dem vierten Quartier nördlich des Dresdener Ringes abgeschlossen.
Von 2018 bis 2020 wurde ein großer Wohnkomplex an der Dessauer Straße, der im Zentrum von Westhagen 220 Wohnungen bot, abgerissen.

## Wappen
Westhagen verwendet als Stadtteil und Ortschaft das Wappen der Stadt Wolfsburg, da die Stadtteile der Kernstadt bisher keine eigenen Wappen besitzen.

## Politik
Politisch wird der Stadtteil durch den Ortsrat Westhagen vertreten. Ortsbürgermeisterin ist seit 2005 Ludmilla Neuwirth (CDU).

## Sehenswürdigkeiten

### Gärten der Nationen
Hierbei handelt es sich um einen Park nahe der Jenaer Straße. Der Park bietet zahlreiche Sitzgelegenheiten und die Möglichkeit, Schach zu spielen. Zum Skateboardfahren und für Inliner wurden zwei Quarterpipes sowie eine Funbox angelegt. Darüber hinaus gibt es einen Bolzplatz. Der Park enthält mehrere Gärten und dekorative Elemente.

### Kunst im Stadtbild
- Mobile (1973) von Jochen Kramer (Wolfsburg) – Dresdener Ring/Halberstädter Straße. Es handelt sich um eine Konstruktion mit einem schwingenden Betonkörper und metallenen drehbaren Flügeln, die durch den Wind in Bewegung geraten.

## Wirtschaft und Infrastruktur

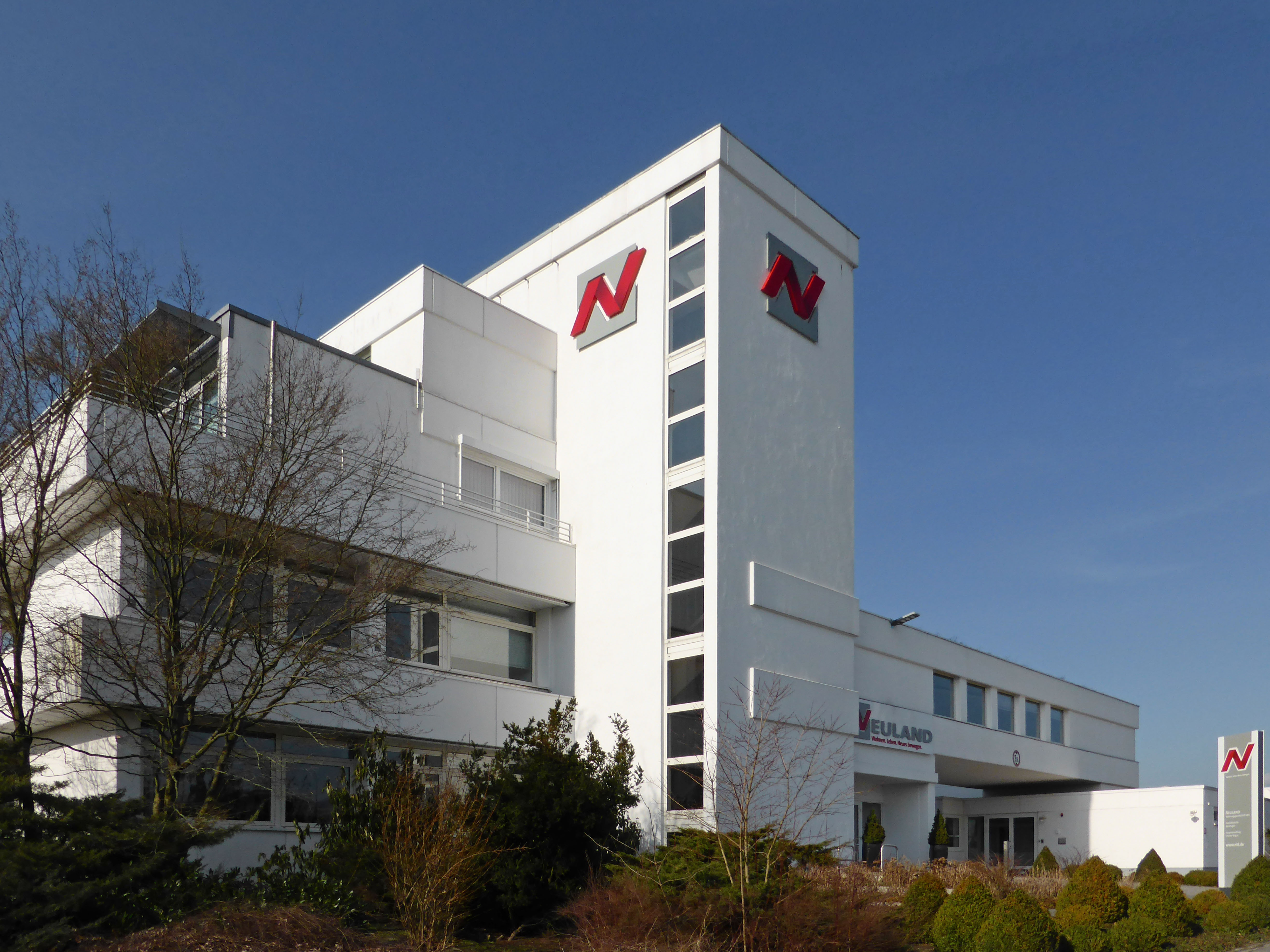
Neuland-Verwaltungsgebäude

### Unternehmen
Die Neuland Wohnungsgesellschaft ist das älteste Wolfsburger Wohnungsunternehmen; sie verlegte 1979 ihren Sitz nach Westhagen.
Die Lebenshilfe Wolfsburg hat ihren Sitz in Westhagen; sie beschäftigt 250 hauptamtliche Mitarbeiter. In ihrer seit 1971 bestehenden Werkstatt in Westhagen sowie in einer Niederlassung im Stadtteil Heßlingen sind darüber hinaus 470 behinderte Mitarbeiter tätig, die überwiegend für die Volkswagen AG arbeiten (Stand 2011).
Das Hotel Simonshof wurde 1954 als Rasthof Wolfsburg erbaut und seitdem mehrfach erweitert. 1987/88 folgte der Bau des Hotels Strijewski, das seit 2016 von der Novum Hotel Group geführt wird.
Verschiedene Einzelhandelsgeschäfte und Dienstleister stellen die Grundversorgung des Stadtteils sicher.

### Öffentliche Einrichtungen
Das KulturHaus, eine Veranstaltungsstätte, wurde 2022 in der ehemaligen St.-Elisabeth-Kirche eröffnet. Das 1977/78 erbaute Haus steht für öffentliche und private Veranstaltungen zur Verfügung.

### Bildung

#### Kindertagesstätten
- DRK-Kinder- und Familienzentrum Westhagen
- Katholische Kindertagesstätte St. Elisabeth
- Katholische Kindertagesstätte St. Franziskus
- Evangelische Bonhoeffer-Kindertagesstätte
- Städtisches Kinder- und Familienzentrum am Ring
- Integrative Kindertagesstätte Villa Kunterbunt

#### Schulen
- Bunte Grundschule
- Regenbogenschule (Grundschule)
- Schulzentrum Westhagen, bestehend aus
  - Wolfsburger Oberschule
  - Albert-Schweitzer-Gymnasium (ASG)
- Heinrich-Nordhoff-Gesamtschule (HNG)
- Wolfsburg Kolleg (Gymnasium für Erwachsene)

### Verkehr
Westhagen befindet sich unmittelbar an der Bundesautobahn 39, die in diesem Bereich 1971/72 dem Verkehr übergeben wurde, und ist über die Anschlussstellen 24 (Wolfsburg-Fallersleben) und 25/26 (Wolfsburg-Mörse) zu erreichen.

## Religionen

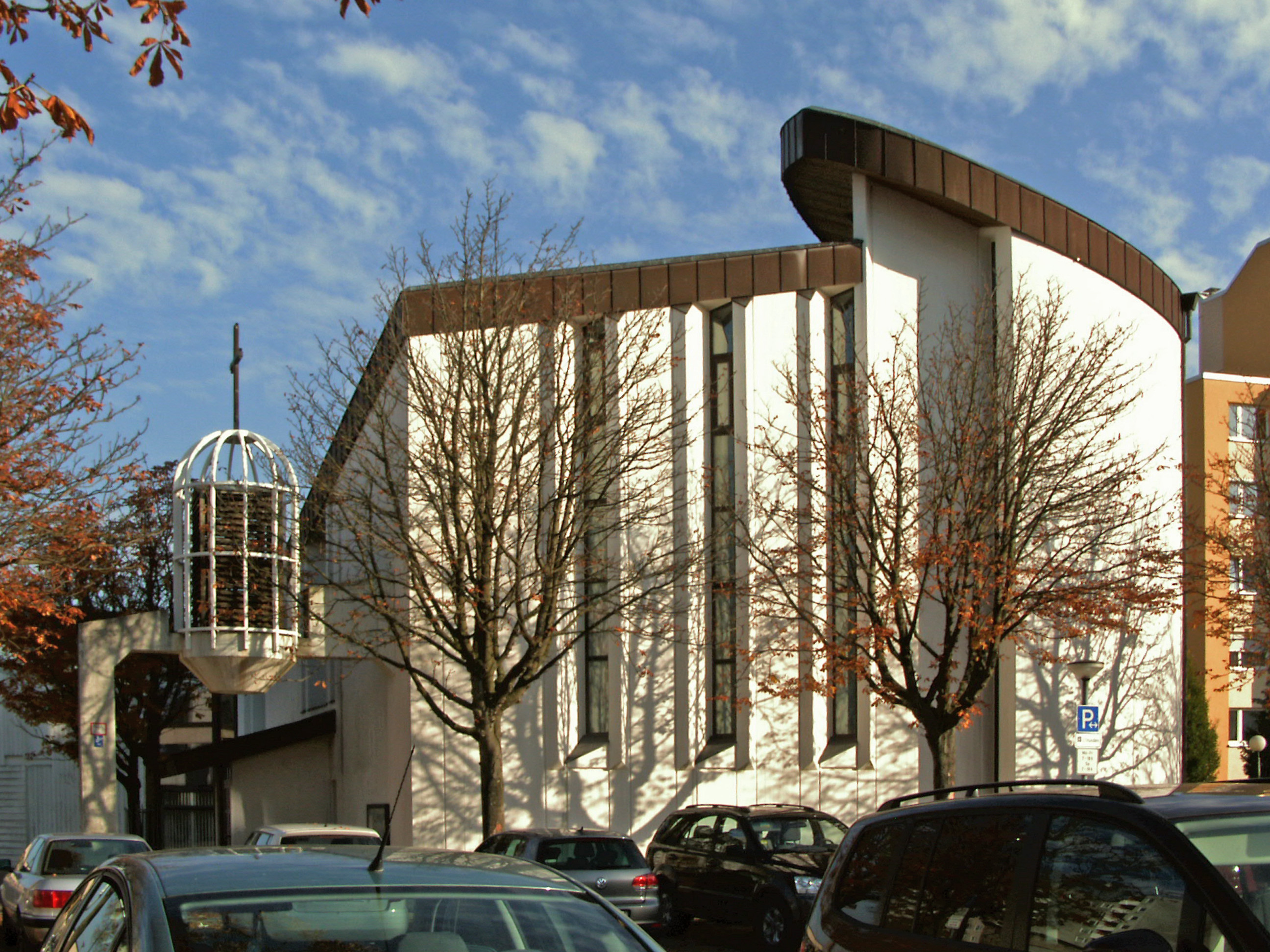
Bonhoefferkirche

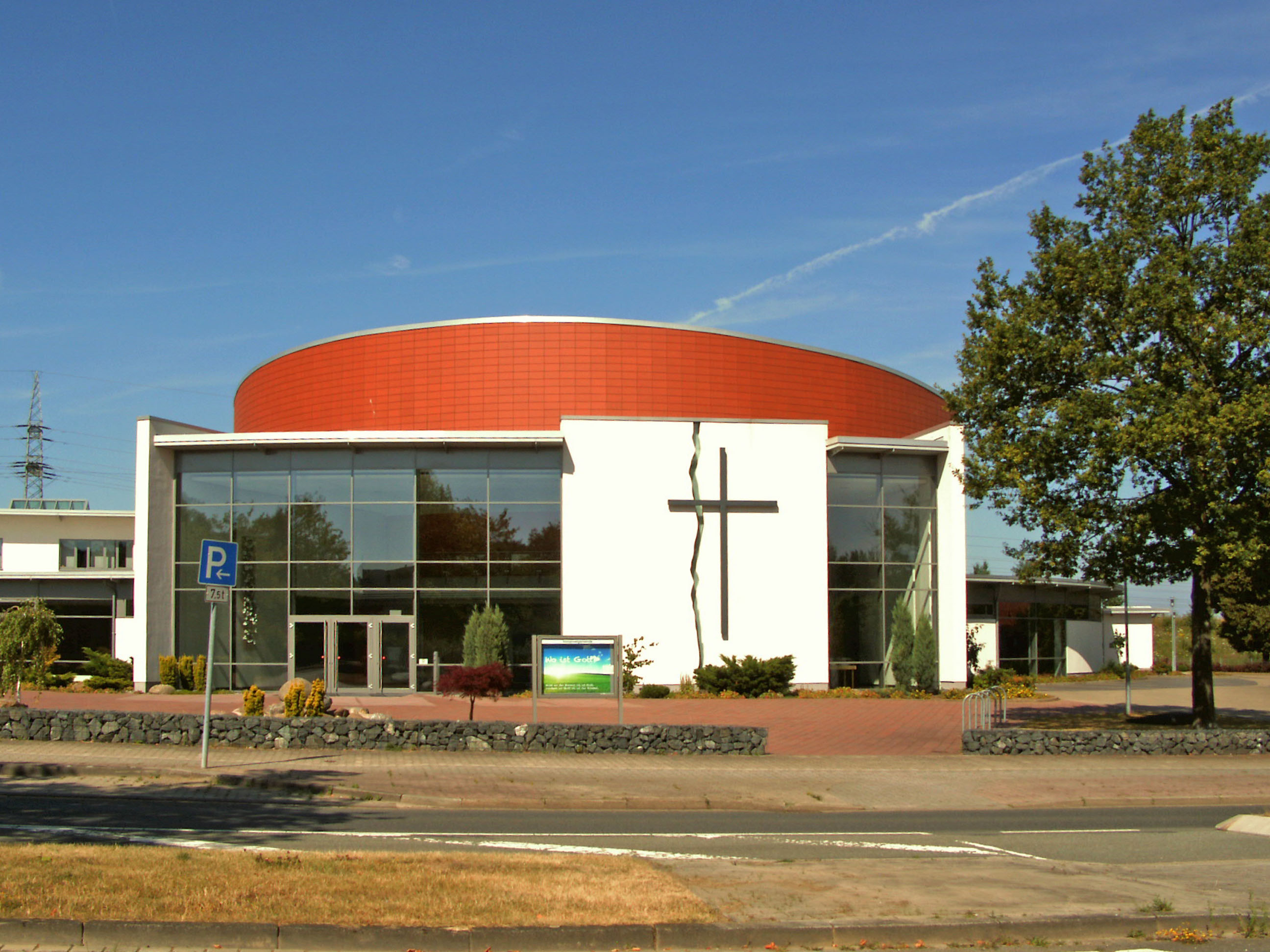
Kirche der Immanuelgemeinde

Die evangelisch-lutherische Bonhoefferkirche (Jenaer Straße 39), benannt nach Dietrich Bonhoeffer, wurde 1995 erbaut. Architekt war Wilhelm Wacker, die künstlerische Innengestaltung erfolgte durch Stephan Balkenhol. Im Januar 1973 wurde die Kirchengemeinde gegründet, zuvor gehörte Westhagen zur Paulusgemeinde am Laagberg. 1974–76 wurde das Gemeindehaus erbaut, in dem bis zum Bau der Kirche auch die Gottesdienste stattfanden. Das Subzentrum der Kirchengemeinde, der zwischen Dresdener Ring und Stralsunder Ring gelegene Pavillon, wurde bereits im Herbst 1972 bezogen und 1973 eröffnet. 2000 wurde er an die Stadt Wolfsburg verkauft, und 2003 abgerissen. Die Kirchengemeinde gehört zum Kirchenkreis Wolfsburg-Wittingen, zu ihr gehört auch eine im August 1976 eröffnete Kindertagesstätte (Plauener Straße 1).
Die evangelisch-lutherische St. Michaelsgemeinde Wolfsburg gehört zur Selbständigen Evangelisch-lutherischen Kirche. Sie entstand bereits in der zweiten Hälfte der 1940er Jahre, 1964 erfolgte die offizielle Gemeindegründung. 1976 wurde ihr Gemeindezentrum eingeweiht (Dresdener Ring 105), zuvor fanden ihre Gottesdienste in anderen Räumlichkeiten statt.
Die Immanuelgemeinde (Freie evangelische Baptistengemeinde) weihte 2007 ihr heutiges Gemeindezentrum ein (Dresdener Ring 99), der Architekt war Carsten Holthuis. 1975 war die Gemeinde gegründet worden, die ersten Mitglieder trafen sich in einer Wohnung. 1984 wurde ihr erstes Gemeindehaus in der Schweriner Straße erbaut, es wird heute von der Evangelischen freien Gemeinde genutzt.
Die Evangelische freie Gemeinde (baptistisch) wurde 1993 gegründet, die Gottesdienste fanden zunächst in angemieteten Räumlichkeiten in anderen Wolfsburger Stadtteilen statt. Um 2010 wurde das heutige Gemeindehaus erworben (Schweriner Straße 27).
Die Mennonitengemeinde verfügt über ein Gemeindehaus (Neubrandenburger Straße 12). Nachdem sich in den 1970er Jahren mennonitische Aussiedler in Wolfsburg niedergelassen hatten, wurde 1978 die Mennonitengemeinde Wolfsburg gegründet. 1984 erfolgte der Bau ihres Gemeindehauses.
Die römisch-katholische St.-Elisabeth-Kirche (Dessauer Straße 12) wurde 1977/78 errichtet und 2016 profaniert. Bereits ab 1972 befand sich eine katholische Notkirche in einer Baracke in Westhagen. In Westhagen verblieb die katholische St.-Elisabeth-Kindertagesstätte, 2017 wurde darüber hinaus noch die St.-Franziskus-Kindertagesstätte eröffnet. Die nächstliegenden katholischen Kirchen sind heute St. Raphael und St. Marien in den Nachbarstadtteilen Detmerode und Fallersleben.